# Rambert Dance Company
Rambert Dance Company är ett brittiskt danssällskap, grundat 1926 av Marie Rambert. Det har under åren använt många olika namn men kallar sig nu Rambert Dance Company. Sällskapet består av tjugotvå dansare.